# Leo (2023, Animationsfilm)
Leo ist ein australisch-US-amerikanischer Animationsfilm aus dem November 2023 der Regisseure Robert Marianetti, Robert Smigel und David Wachtenheim nach einem Drehbuch von Robert Smigel, Adam Sandler und Paul Sado. Auf Netflix wurde der Film am 21. November 2023 veröffentlicht.

## Handlung
Leo ist eine 74-jährige Brückenechse, die Jahrzehnte in einem Terrarium in einem Klassenzimmer der fiktiven Fort Myers Elementary School in Florida festsitzt, gemeinsam mit der Schildkröte Squirtle. Dort hat er Generationen von Schülern kommen und gehen sehen.
Nachdem Leo erfährt, dass er nur noch ein Jahr zu leben hat, plant er, sich auf den Weg zu machen, um zu erfahren, was das Leben draußen zu bieten hat. Als die Vertretungslehrerin Mrs. Malkin die Klassenlehrerin aufgrund eines Mutterschaftsurlaubs vertritt, zwingt sie die Schüler, eines der Tiere über das Wochenende mit nach Hause zu nehmen. Bei einem Fluchtversuch offenbart Leo aus Versehen, dass er sprechen kann. Allerdings wird Leo dadurch in Probleme einiger Schüler hineingezogen, bei deren Lösung er aufgrund seiner Lebenserfahrung behilflich sein kann.
Eifersüchtig auf die Aufmerksamkeit, die Leo von den Schülern erhält, stellt Squirtle ihn bloß, woraufhin er von den Kindern in der Klasse ignoriert wird. Als die Vertretungslehrerin Leo mitnimmt, versucht er auch ihr Ratschläge zu geben. Als die Schulklasse einen Wettbewerb gewinnt, will Mrs. Malkin den Ruhm alleine beanspruchen und setzt Leo in den Everglades aus.
Bei einem Schulausflug erzählt Squirtle den Schülern, dass Leo von Mrs. Malkin ausgesetzt wurde. Die Schüler fahren in die Everglades und retten Leo gerade noch rechtzeitig vor Alligatoren. Am letzten Schultag fordert Leo die Klasse dazu auf, auch in der Mittelstufe zusammenzuhalten.

## Synchronisation
Die deutsche Synchronisation übernahm die Iyuno Germany. Das Dialogbuch schrieb Christian Gundlach, Dialogregie führte Michael Ernst.
| Rolle                           | Originalsprecher  | Deutscher Sprecher  |
| ------------------------------- | ----------------- | ------------------- |
| Leo                             | Adam Sandler      | Stefan Gossler      |
| Squirtle                        | Bill Burr         | Bernd Vollbrecht    |
| Mrs. Malkin                     | Cecily Strong     | Denise Gorzelanny   |
| Jaydas Vater                    | Jason Alexander   | Michael Iwannek     |
| Summer                          | Sunny Sandler     | Valentina Bonalana  |
| Jayda                           | Sadie Sandler     | Magdalena Montasser |
| Principal / Direktor Spahn      | Rob Schneider     | Jaron Löwenberg     |
| Jaydas Mutter                   | Jackie Sandler    | Annabelle Mandeng   |
| Skylers Mutter                  | Stephanie Hsu     |                     |
| Coach Komura                    | Jo Koy            | Daniel Welbat       |
| Elis Mutter                     | Heidi Gardner     | Susanne Geier       |
| Bunny                           | Nick Swardson     |                     |
| Anthonys Vater                  | Nicholas Turturro |                     |
| Miniature Horse / Miniaturpferd | Robert Smigel     | Asad Schwarz        |

## Produktion und Hintergrund
Der Film wurde von Happy Madison Productions produziert, die Animationen stammen von der 2022 von Netflix übernommenen Animal Logic in Sydney und Vancouver.
Die Musik schrieb Geoff Zanelli. Das Soundtrack-Album mit insgesamt 30 Musikstücken soll am 21. November 2023 von Netflix Music als Download veröffentlicht werden. Die Montage verantworteten Joseph Titone und Patrick Voetberg.
Ein erstes Preview wurde am 14. Juni 2023 am Festival d’Animation Annecy vorgestellt.
Der Film wurde nicht nur von Adam Sandlers 1999 gegründeter Produktionsfirma produziert. Sandler fungierte zugleich als Drehbuchautor. Zudem übernahm er, wie auch seine Frau Jackie Sandler sowie deren gemeinsame Kinder Sadie und Sunny Sandler Rollen als Synchronsprecher.

## Rezeption

### Kritiken
Oliver Armknecht bewertete den Film auf film-rezensionen.de mit sechs von zehn Punkten. Nicht jeder Humor-Versuch sei ein Treffer, streckenweise sei das austauschbar. Aber ein paar gute Einfälle seien dabei, auch die gefühlvolleren Momente dieses netten Animationsfilmes würden einen Blick rechtfertigen.
Léo Solleder meinte auf filmtoast.de, dass die Prämisse nicht schlecht sei, allerdings scheitere man konsequent und in mehreren Punkten an der Umsetzung. Vor allem die Animation und die Musicaleinlagen würden Leo zu einem anstrengenden Seherlebnis machen.
Dani Maurer dagegen schrieb auf outnow.ch, dass Leo absolut sehenswert sei. Die Songs seien witzig, die Animationen flüssig und geschmeidig, und die Geschichte mache einen liebenswerten Eindruck. Dazu ein paar Momente zum Schmunzeln, gelungene Dialoge und die übliche Menge Chaos, die in einem Kinderfilm nicht fehlen dürfe.

### Abrufzahlen
Der Film eroberte in seiner ersten Spielwoche in 93 Ländern die Top 10 der Netflix-Charts, wurde weltweit 34,6 Millionen Mal angesehen und war damit der meistgesehene Titel in dieser Woche und das bis dahin erfolgreichste Debüt für einen Netflix-Animationsfilm. Die Produktion verdrängte damit die bisherigen Rekordhalter in der Kategorie Animationsfilm The Sea Beast (rund 33 Millionen) und Guillermo del Toro's Pinocchio (rund 29 Millionen). In der zweiten Woche war der Film mit 23,6 Millionen Zuschauern erneut der meistgesehene Titel der Woche auf der englischen Filmliste. In der dritten Woche verzeichnete der Film 14,2 Millionen Aufrufe und war damit hinter Leave the World Behind und Family Switch auf Platz 3 der Spielfilme.
Von FlixPatrol wurde die Produktion auf Platz 7 der populärsten Netflix-Film des Jahres 2023 gereiht. Im zweiten Halbjahr 2023 verzeichnete der Film auf Netflix insgesamt 96 Millionen Abrufe und lag damit auf Platz drei der Filme mit den meisten Views.

### Auszeichnungen
Annie Awards 2024
- Nominierung für den Besten Schnitt (Patrick Voetberg, Joseph Titone, Darrian M. James, Danny Miller & Brian Robinson)[23]

Artios Awards 2024
- Nominierung für das Beste Casting in einem Animationsfilm (Danielle Aufiero & Amber Horn)[24]

Chicago Film Critics Association Awards 2023
- Nominierung als Bester Animationsfilm

Nickelodeon Kids’ Choice Awards 2024
- Auszeichnung als Bester Synchronsprecher (Adam Sandler)

Jupiter
- Auszeichnung als Bester Film TV & Streaming International